# Kumfutu
Kumfutu est un village du Cameroun situé dans la région du Nord-Ouest, le département du Menchum et l'arrondissement de Fungom (commune de Zhoa), à proximité du lac Nyos et de la frontière avec le Nigeria.

## Population
Lors du recensement de 2005, le village comptait 1 255 habitants.
Avec Kuk proprement dit, Achaf, Nzela, Echuapo et Ebo, c'est l'un des rares villages où l'on parle le kuk, une langue bantoïde méridionale des Grassfields, en voie de disparition.

## Histoire
Après l'explosion de gaz carbonique du lac Nyos qui fit de nombreuses victimes le 21 août 1986, des rescapés ont été accueillis dans des camps construits notamment à Kumfutu I et II.